# Lucija Polavderová
Lucija Polavder (* 15. prosince 1984 Celje, Jugoslávie) je reprezentantka Slovinska v judu.

## Sportovní kariéra
S judem začínála ve 12 letech v obci Griža. Později se přesunula do tréninkového centra v Celji, kde jí vede Marjan Fabjan. Jde o netypickou judistku v těžké váze. Oproti svým soupeřkám si udržuje váhu jen mírně nad 80 kg a je tak často v hledáčku fotografů, když zápasí s dvakrát rozměrnější soupeřkou. Její největší předností je kvalitní pohyb a šikovnost. Prakticky až do roku 2014 nebyla vážně zraněná.
Se seniorkami začala zápasit jako juniorka a výbornými výsledky ve světovém poháru si v roce 2004 zajistila účast na olympijských hrách v Athénách. Tam však nestačila v prvním kole na Němku Köppen. V roce 2008 na olympijských hrách opět nechyběla a podařilo se jí probojovat až do semifinále, kde nestačila v boji na zemi na Japonku Cukadaovou. Souboj o třetí místo proti skoro dvoumetrové Jihokorejce Kim Na-jong zvládla a vybojovala bronzovou olympijskou medaili. Obhajoba v roce 2012 na olympijských hrách v Londýně jí však nevyšla, prohrála v prvním kole s domácí Britkou Bryant.
V roce 2013 získala svůj druhý titul mistryně Evropy, ale následně začala mít vážné problémy s kolenem. Pro operativní řešení se rozhodla až po neúspěšné obhajobě na mistrovství Evropy 2014.

## Výsledky

### Váhové kategorie
| Olympijské hry     | —  |    |    |     | úč. |     |    |     | 3. |     |     |    | úč. |    |     |  |  |  |  |  |  |  |  |  |
| Mistrovství světa  |    | —  |    | úč. |     | úč. |    | úč. |    | úč. | úč. | 7. |     | —  | —   |  |  |  |  |  |  |  |  |  |
| Mistrovství Evropy | —  | —  | 7. | úč. | —   | úč. | 3. | 3.  | 3. | 5.  | 1.  | 3. | 2.  | 1. | úč. |  |  |  |  |  |  |  |  |  |
| MS juniorů         | —  |    | 7. |     |     |     |    |     |    |     |     |    |     |    |     |  |  |  |  |  |  |  |  |  |
| ME juniorů         | —  | 3. | —  | 1.  |     |     |    |     |    |     |     |    |     |    |     |  |  |  |  |  |  |  |  |  |
| ME dorostenců      | 5. |    |    |     |     |     |    |     |    |     |     |    |     |    |     |  |  |  |  |  |  |  |  |  |

### Bez rozdílu vah
| Mistrovství světa  |   | — |     | —  |   | 5. |   | 2. | — |  | — | — |  |  |  |  |  |  |  |
| Mistrovství Evropy | — | — | úč. | 3. | — | —  | — | —  |   |  |   |   |  |  |  |  |  |  |  |